# 重田ホノカ
重田 ホノカ（しげた ホノカ、2003年10月10日 - ）は、日本の女子総合格闘家。千葉県船橋市出身、THE BLACKBELT JAPAN所属。第3代フライ級クィーン・オブ・パンクラシスト。

## 来歴・人物
兄の影響で小学4年生から柔道を始め、中学では関東大会ベスト8、高校では個人戦で東京都2位、団体戦で関東大会ベスト8に入るも全国での活躍はならなかった。
中学2年生の時の大晦日、父親がテレビで『RIZIN』を観ているのを見て、ともに観戦。ダウンした相手にパウンドしている選手に驚き、その大会で浅倉カンナがRENAにリアネイキドチョークを極めてRIZIN女子スーパーアトム級GP優勝に輝いた姿を見て憧れを抱き、総合格闘家になることを決意。高校を卒業した年の11月に浅倉カンナの所属するパラエストラ松戸（現 THE BLACKBELT JAPAN）の門を叩いた。
その後、デビューしてわずか11ヶ月、PANCRASE341にて端貴代に見事勝利し、無敗のまま第3代フライ級クイーン•オブ•パンクラシストに輝いた。試合後のマイクでは、「“日本で一番強い三階級制覇の人”に挑戦できるように頑張ります。私が総合格闘技を始めた理由は浅倉カンナさんです。最初に（カンナさんに）ベルトを巻くと言っていたので、（今、横にいるカンナさんに）巻きます。いつかカンナさんのように誰かのヒーローになれるように頑張ります」と話した。

## 経歴
2023年4月30日のPANCRASE 333で高本千代を相手にプロデビュー戦を迎え、判定3-0で勝利。
2023年8月27日のPANCRASE NEO BLOOD! 5でソン・ヘユンに1R一本勝ち。
2023年11月12日のPANCRASE 338でライカと対戦し、3–0の判定勝ち。
2024年3月31日のPANCRASE 341で行われたフライ級クィーン・オブ・パンクラス・チャンピオンシップで端貴代に挑戦し、3-0の判定勝ち。プロデビューから11ヶ月・プロ4戦目での王座獲得となった。試合後、ドラッグテストで重田と端の両選手から禁止物質であるエフェドリンが検出され陽性となった。両者共に試合の1ヶ月ほど前にエフェドリンの成分が含まれている漢方薬または風邪薬を飲んだと話しており、重田は試合直前ではなかったことから申告をしていなかった。その後、パンクラス側が「漢方薬の接種目的は体調を回復させるもので、肉体的パフォーマンスを上げる為や、減量の為に使用していた訳では無い」と結論付けたことで王座は剥奪されず、重田には100日間のサスペンド（出場停止）と20％のファイトマネー返却といった処分が科せられた。これを受け重田は「これからは薬を処方される前に、医師や調剤薬局にスポーツ選手である事を伝えて注意します。また今後、接種した事がある薬は試合前に関わらず申告します」と反省の弁を述べた。
2024年7月21日のPANCRASE 346で杉山しずかを相手に初防衛戦を行い、1Rにニンジャチョークで一本負け。キャリア初の敗北となった。
2025年3月23日のDEEP JEWELS 48でHIMEと対戦予定だったが、重田の負傷で5月25日のDEEP JEWELS 49に延期された。計量で重田が1.75kgの体重超過となり、減点3。3Rに腕ひしぎ腕固めで敗れた。

## 獲得タイトル
- 第3代フライ級クィーン・オブ・パンクラス王座

## 戦績
| 総合格闘技 戦績 | 総合格闘技 戦績 | 総合格闘技 戦績 | 総合格闘技 戦績 | 総合格闘技 戦績 | 総合格闘技 戦績 | 総合格闘技 戦績 |
| --------------- | --------------- | --------------- | --------------- | --------------- | --------------- | --------------- |
| 6 試合          | (T)KO           | 一本            | 判定            | その他          | 引き分け        | 無効試合        |
| 4 勝            | 0               | 1               | 3               | 0               | 0               | 0               |
| 2 敗            | 0               | 2               | 0               | 0               | 0               | 0               |

| 勝敗 | 対戦相手     | 試合結果                 | 大会名                                                                  | 開催年月日     |
| ×    | HIME         | 2R 3:00 腕ひしぎ腕固め   | DEEP JEWELS 49                                                          | 2025年5月25日  |
| ×    | 杉山しずか   | 1R 2:40 ニンジャチョーク | PANCRASE 346 【フライ級クィーン・オブ・パンクラス・チャンピオンシップ】 | 2024年7月21日  |
| ○    | 端貴代       | 5分5R終了 判定3-0        | PANCRASE 341 【フライ級クィーン・オブ・パンクラス・チャンピオンシップ】 | 2024年3月31日  |
| ○    | ライカ       | 5分3R終了 判定3-0        | PANCRASE 338                                                            | 2023年11月12日 |
| ○    | ソン・ヘユン | 1R 4:40 腕ひしぎ十字固め | PANCRASE NEO BLOOD! 5                                                   | 2023年8月27日  |
| ○    | 高本千代     | 5分3R終了 判定3-0        | PANCRASE 333                                                            | 2023年4月30日  |